# دوگ فلچ
دوگ فلچ (انگلیسی: Doug Flach؛ زاده ۱۰ اوت ۱۹۷۰) یک تنیس‌باز اهل ایالات متحده آمریکا است.